# Мілкою (комуна)
Мілкою (рум. Milcoiu) — комуна у повіті Вилча в Румунії. До складу комуни входять такі села (дані про населення за 2002 рік):
- Ізбешешть (200 осіб)
- Кезенешть (114 осіб)
- Мілкою (218 осіб)
- Тепшенарі (382 особи)
- Чутешть (293 особи)
- Шурікару (89 осіб)

Комуна розташована на відстані 145 км на північний захід від Бухареста, 10 км на південний схід від Римніку-Вилчі, 95 км на північний схід від Крайови, 112 км на південний захід від Брашова.

## Населення
За даними перепису населення 2002 року у комуні проживали 1296 осіб, усі — румуни. Усі жителі комуни рідною мовою назвали румунську.
Склад населення комуни за віросповіданням:
| Релігія     | Кількість осіб | Відсоток |
| ----------- | -------------- | -------- |
| православні | 1268           | 97,8%    |
| адвентисти  | 27             | 2,1%     |